# Търпе Яковлевски
Търпе Яковлевски (на македонска литературна норма: Трпе Јаковлевски) е югославски партизанин и политик.

## Биография
Роден е на 24 декември 1925 година в град Скопие. Яковлевски е един от участвалите в убийството на дееца на ВМРО Мане Мачков. Впоследствие е осъден на 7,5 години затвор като малолетен. Другите, които са с него Кочо Битоляну, Ангеле Михайловски и Бранко Фрицкан получават по 15 години затвор. След Втората световна война работи в Белград на политически постове като член на Съюзния изпълнителен съвет, изпълнителен секретар на ЦК на ЮКП. В Социалистическа република Македония е член на Изпълнителния съвет на СРМ. През 1968 е югославски посланик в Чехословакия. През 1996 година се завръща в Скопие от Белград, където прекарва остатъка от живота си.